# Grand Prix Cyclo-Sport de vitesse
Le Grand Prix Cyclo-Sport était une compétition de cyclisme sur piste, épreuve de vitesse réservé aux amateurs, organisé par l'U.V.F. et le journal sportif Cyclo-Sport, à la Cipale, au bénéfice de la caisse de secours des coureurs.
Ne pas confondre avec le Grand Prix Cyclo-Sport sur route, crée en 1927 ou le Grand Prix Cyclo-Sport (ex Gontant-Biron), en 5 épreuves et une finale, destiné aux espoirs de l'américaine, crée en 1947.

## Palmarès
| Année | Vainqueur                    | Deuxième                  | Troisième               |   |
| ----- | ---------------------------- | ------------------------- | ----------------------- | - |
| 1921  | Guilbert Bled (en)           | -                         | -                       |   |
| 1922  | Lucien Choury                | -                         | -                       |   |
| 1923  | Lucien Faucheux              | -                         | -                       |   |
| 1924  | Léon Galvaing                | -                         | -                       |   |
| 1925  | Avanti Martinetti            | -                         | -                       |   |
| 1926  | Lucien Revelly (VS)          | Roger Beaufrand (C.S.I)   | Mirante (VS)            | - |
| 1927  | Jean Caugant                 | -                         | -                       | - |
| 1928  | Roger Beaufrand (C.S.I)      | Chennevières (C.G.)       | Mouhot                  |   |
| 1929  | Louis Zwahlen                | -                         | -                       |   |
| 1930  | Maurice Perrin               | -                         | -                       |   |
| 1931  | Gaston Deschamps             | -                         | -                       | - |
| 1932  | Maurice Perrin               | -                         | -                       |   |
| 1933  | Charles Rampelberg (SF)      | Hittenger (CCS)           | Louis Chaillot (VS)     |   |
| 1934  | Christian Lenté              | -                         | -                       |   |
| 1935  | Robert Fradet-Perrin         | -                         | -                       |   |
| 1936  | Louis Chaillot (VCL)         | Guy Renaudin (VCL)        | Jacques Avram (PC)      |   |
| 1937  | Georges Chrétien (Cl. Sp)    | Gabeloux (VS)             | Jacques Avram (Indé)    |   |
| 1938  | Guy Renaudin (VCL)           | Georges Chrétien (Cl. Sp) | Jean Noblet (Angers)    |   |
| 1939  | Jean Noblet (C.V.M.)         | Georges Chrétien (PC)     | Georges Maton (ACBB)    |   |
| 1940  | Georges Senfftleben (C.V.M.) | William Nannini           | Fernand Vidal           |   |
| 1941, | Guy Claisy                   | Hugo Lorenzetti (de)      | Georges Senfftleben     |   |
| 1942  | Pierre Iacoponelli           | Marc Cautenet             | Albert Gouery           |   |
| 1943  | Marc Cautenet (UCP)          | Maurice Etienne (AV. Sp.) | Henri Sensever (VCM)    |   |
| 1944, | Henri Sensever (C.V.M.)      | Marc Cautenet (VS)        | Jacques Lohmüller (JPS) |   |
| 1945  | André Rivoal                 | Gaston Dron               | Maurice Doguette        |   |
| 1946  | André Rivoal (CSIM)          | Pierre Adam (ACBB)        | Gaston Fron (VS)        |   |
| 1947  | Henri Sensever               | René Faye                 | Ferdinando Terruzzi     |   |
| 1948, | Maurice Verdeun              | Axel Schandorff           | Francis Brizon          |   |